# بهانك
بهانك (بالفارسية: بهانک) هي قرية تقع في قسم قزقانتشاي الريفي في إيران.